# Vorbild
Vorbild ist eine Person oder Sache, die als richtungsweisendes und idealisiertes Muster oder Beispiel angesehen wird. Im engeren Sinne ist ein Vorbild eine Person, mit der sich ein – meist junger – Mensch identifiziert und dessen Verhaltensmuster er nachahmt oder nachzuahmen versucht.
Während unter „Vorbildern“ meist Personen verstanden werden, die dem Betreffenden aufgrund ihres hohen Ansehens eher nicht nahestehen, beschäftigen Soziologen und Psychologen sich mehr mit Rollenmodellen im unmittelbaren sozialen Umfeld (Eltern, Peergroup), deren Verhalten unbewusst nachgeahmt wird, was allerdings von großer Bedeutung für einen individuellen Entwicklungsprozess sein kann.

## Vorbild-Theorien

### Sigmund Freud
Viele Theorien über Vorbilder greifen auf Theorien zurück, die Sigmund Freud angeregt hat. Er sah die „Identifizierung“ mit einem Vorbild als einen psychodynamischen Prozess, der eine Angleichung des eigenen Ich zu dem zum Vorbild genommenen Ich zum Ziel hat. In Folge benimmt sich das erste Ich in bestimmten Hinsichten so, wie das andere, ahmt es nach und nimmt es gewissermaßen in sich auf. In der frühen Kindheit sind die Eltern oder primären Bezugspersonen die wichtigsten Vorbilder, sie werden unreflektiert nachgeahmt. Durch die Identifizierung mit den Bezugspersonen kann das kleine Kind innerpsychische Konflikte lösen, z. B. die Angst vor dem Alleinsein, indem es sich ein inneres Bild der Bezugsperson erschafft und Verhaltensweisen von dieser übernimmt.
In der Pubertät, wenn Selbstaufmerksamkeit und kritische Urteilsfähigkeit wachsen und der Jugendliche mehr Erfahrungen und Einsichten in andere soziale Kontexte gewonnen hat, werden die Eltern realistischer wahrgenommen. Der Jugendliche orientiert sich stärker an alternativen Vorbildern oder Idealen, die er nun selbst wählen kann.
Bei der Wahl eines Vorbildes spielen unter anderem die wahrgenommene Ähnlichkeit zum Betrachter (kann sich auch auf Einstellungen, Ziele o. Ä. beziehen), der wahrgenommene Erfolg des Vorbildes und die Überzeugung des Betrachters, dem Vorbild auch nacheifern zu können, eine Rolle. Sind diese Bedingungen erfüllt, hat das Vorbild positive Auswirkungen auf die Selbstwirksamkeitsüberzeugung.

### Robert K. Merton
Der amerikanische Soziologe Robert K. Merton hat in den 1950er Jahren, als er die Motivation von Medizinstudenten an der Columbia University studierte, den Begriff role model (deutsch: Rollenmodell; „Vorbild“ heißt auf Englisch exemplar) geprägt, der in der englischsprachigen Soziologie seither allgemein Verwendung findet. Merton verstand unter role models Vorbilder, die als Muster für spezifische Rollen (z. B. Basketballspiel) nachgeahmt werden, und unterschied sie von reference individuals (Bezugsindividuen), die als Muster für die generelle Lebensweise nachgeahmt werden.
In der amerikanischen Pädagogik gilt role modeling – neben positive enforcement und discipline – heute als eine der tragenden Säulen der elterlichen und schulischen Erziehung.

### Bandura/Walters und Tausch/Tausch: Lernen am Modell (Vorbild)

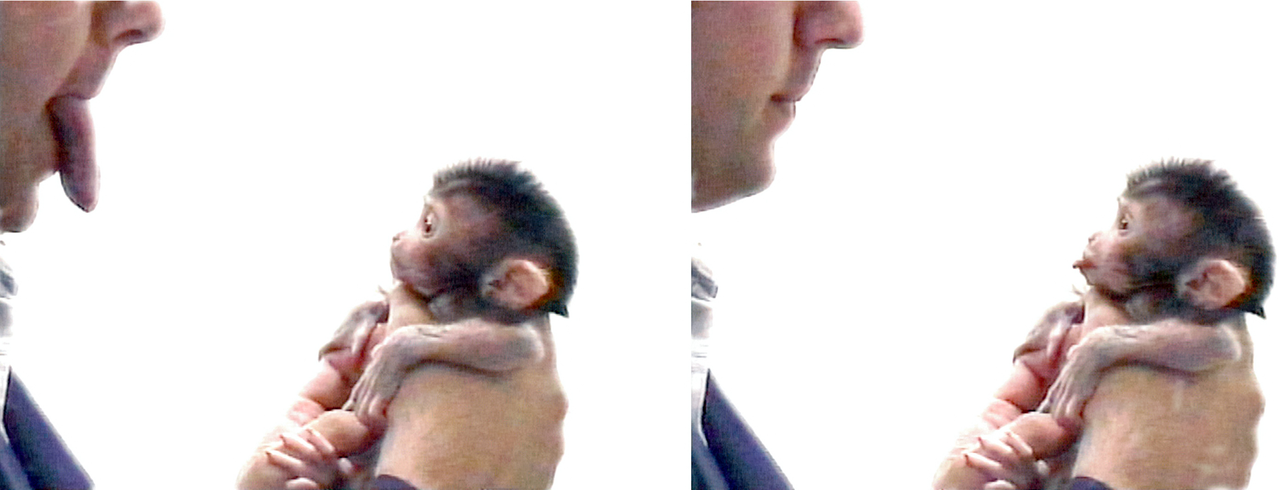
Nachahmung

Das Lernen am Vorbild oder am Modell ist in der Lerntheorie eine bedeutsame Variante der Differenzierung und Weiterentwicklung von Verhaltenssequenzen. „Als wir das Autofahren lernten, wussten wir zumeist, wo und wie wir sitzen mussten, und wir hatten bereits durch Beobachtung anderer Personen gelernt, welche Handlungen für das Starten und fahren eines Autos notwendig sind und in welcher Reihenfolge“.
Bandura und Walters (1963) sehen drei verschiedene Lerneffekte innerhalb des Modelllernens:
- Der Beobachtende erwirbt eine neue Verhaltensweise.
- Durch Beobachtung des Modells wird bereits vorhandenes Verhalten enthemmt und gehemmt.
- Bereits vorhandenes Verhalten wird ausgelöst.

Tausch und Tausch thematisieren die Attraktivität von Vorbildern/Modellen:
- Modelle mit hohem Ansehen sind effektiv;
- ebenso die erfolgreichen Vorbilder;
- auch Modelle mit einer guten Beziehung zur beobachtenden Person.

Es lässt sich ferner unterscheiden:
- das reale Modell
- das Modell im Film
- das Modell im Zeichentrickfilm
- das Modell in der Literatur.

Diese unterschiedlichen Möglichkeiten haben unterschiedliche Wirkungen (Bandura). So könne das Vorbild im Zeichentrickfilm bei Kindern mit großem Interesse dafür von Bedeutung sein.
Ein Modell mit wenig angemessenem Verhalten ist nach Tausch/Tausch z. B. ein Lehrer, der die Kinder auffordert:
- Seht mich gefälligst an!
- Hinsetzen!
- Du hör mal, was fällt Dir denn ein!

Ein Modell mit angemessenem Sozialverhalten wäre z. B. ein Lehrer, der sagt:
- Wiederhole es bitte noch einmal, es war richtig.
- Ich glaube, wir haben uns hier etwas geirrt.
- Es tut mir leid, dass du’s nicht geschafft hast.

Das Lernen am Vorbild spielt vor allem bei komplexen Verhaltenssequenzen eine wichtige Rolle – wie etwa Sozialverhalten (z. B. die Art der Begrüßung) oder das Erlernen von Sportarten (Tischtennis). Auch die Formen der Aggression gegenüber bestimmten Personen und Gruppen orientieren sich an Vorbildern/Modellen. In dem Zusammenhang haben die Modelle aus Filmen und dem TV Bedeutung; insbesondere, die sich als gesellschaftlich erfolgreich darstellen oder eine positive Beziehung zum Beobachter entwickeln (hier wird das Modelllernen mit dem Verstärkungslernen kombiniert). Das Erlernen einer Sprache ist ohne geeignete Modelle erst gar nicht denkbar.

## Vorbilder bei Kindern und Jugendlichen

### Die Funktion von vorbildlichem Verhalten in der Erziehung
Während Erziehung in der Westlichen Welt heute stark wortlastig ist und explizite verbale Erläuterungen des Elternverhaltens und der Elternintentionen einschließt, setzt z. B. die Erziehung in China vor allem auf das vorbildliche Verhalten der Eltern.

### Vorbild-Wahl bei Jugendlichen
Laut einer Jugendstudie von 2002 haben derzeit knappe 60 % der Jugendlichen in Deutschland ein Vorbild. Bei der Mehrheit der Vorbilder handelt es sich um Prominente und Stars aus den Massenmedien: Sportler, Sänger, Schauspieler oder Politiker. Mutter und Vater belegen aber immer noch den ersten bzw. zweiten Platz in der Hitliste der Vorbilder. Dabei muss man allerdings davon ausgehen, dass nicht grundsätzlich nur bewusste Wahlen eine Rolle spielen. Unbewusste oder nicht bewusste Entscheidungen oder Vorbildfunktionen haben mit Sicherheit einen bedeutsamen Anteil am Lernen im Rahmen von Imitationsprozessen.
Eltern und Erziehende haben einen begrenzten Einfluss auf die Wahl von Kindern/Jugendlichen hinsichtlich ihrer Vorbilder. Auch ihre eigene Funktion als Vorbild können sie nicht unbegrenzt steuern. Sobald Kinder sich ihres Geschlechts bewusst sind, und das ist mit etwa zwei Jahren der Fall, gelten die Mitglieder des eigenen Geschlechts in vielen Fragen automatisch als Bezugsgruppe. Hier liegt die Grenze des Einflusses der Erziehenden. Man kann einen Jungen noch so viel mit „weiblichem“ Spielzeug (Puppen z. B.) konfrontieren; er wird sich in der Regel dafür entscheiden, was Gleichaltrige und Ältere aus seiner Bezugsgruppe favorisieren. Mit Mädchen ist es ähnlich. Insofern spielen die Geschlechtsgenossen eine bedeutende Rolle als Vorbilder, ob es den Erziehenden passt oder nicht. Dieser Zusammenhang ist gleichzeitig ein zentraler Bestandteil der Emanzipation vom Vorbild der Eltern.

### Imitation und Konstruktion
David Crystal macht im Zusammenhang mit dem Erlernen der Muttersprache darauf aufmerksam, dass die Nachahmung zwar eine große Rolle spiele, jedoch nicht alles erklären könne. So lerne das Kind die grammatischen Regeln kaum über das Nachahmen („Durch Nachahmung können diese Formen (der Grammatik) nicht erlernt worden sein“) Crystal bemüht als Hinweis dafür das Beispiel des US-amerikanischen Psychologen David McNeill (geb. 1933):
- Kind: Nobody don`t like me.
- Mutter: No, say „Nobody likes me“.
- Kind: Nobody don`t like me.(Dialog wird achtmal wiederholt)
- Mutter: No, now listen carefully; say: „Nobody likes me“
- Kind: Oh! Nobody don`t likes me.

## Zitate
- Vorbilder werden geachtet, aber manchmal auch geliebt. (John Flanagan)[12]
- Sie brauchen Kinder nicht zu erziehen, sie machen einem sowieso alles nach. (Karl Valentin zugeschrieben)[13]
- Ich glaube, sie [Vorbilder] sind ein menschliches Urbedürfnis. Wir werden als total hilflose Wesen geboren, und deshalb brauchen wir Erwachsene, die mit der Welt zurechtkommen und an denen wir uns orientieren können. Außerdem brauchen wir Ideale, nach deren Verwirklichung wir streben können. Sonst sind wir einem Gefühl der Leere ausgesetzt. Nehmen Sie die Religion, auch sie ist auf dieses Bedürfnis zurückzuführen. was die kollektive Verehrung von Personen angeht, sind wir zu Recht vorsichtig geworden. Durch unsere autoritäre Tradition waren wir dafür sehr anfällig. Wir sehnten uns immer nach irgendwelchen Göttern, die uns beschützten. Und nachdem die Religion uns dann nicht so ganz das Richtige zu sein schien, haben wir Hitler zu Gott gemacht. Diesen kompletten Loser, der wirklich keinerlei Begabung und Vorzüge hatte. Danach konnte es keine Götter mehr geben. (Margarete Mitscherlich)[14]